# Chinatown (Amsterdam)

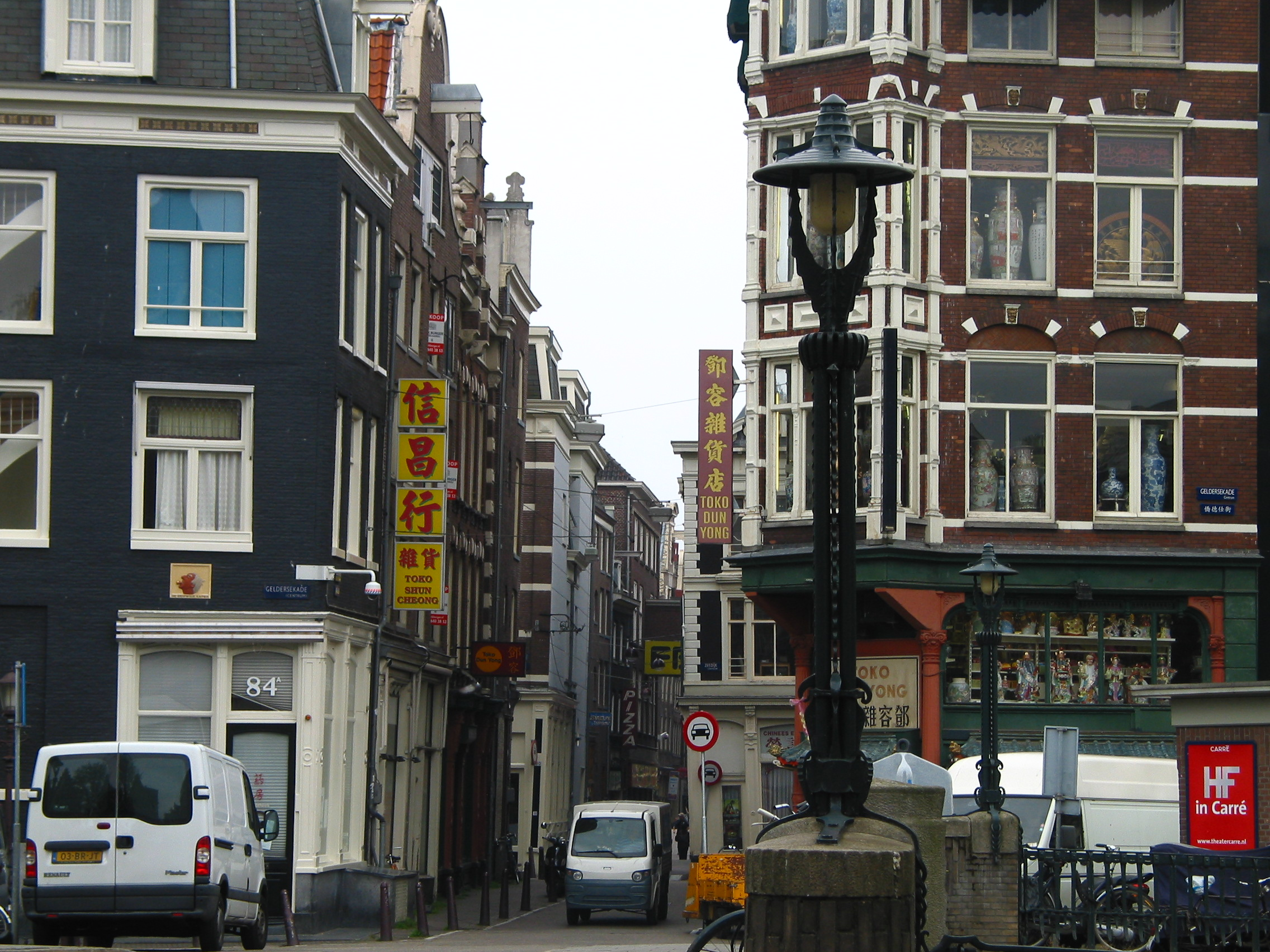
Straßenszene am Stormsteeg Ecke Geldersekade

Chinatown Amsterdam ist ein Stadtviertel in der  Amsterdamer Innenstadt und liegt rund um Geldersekade, Nieuwmarkt und Zeedijk. 2010 feierte das Stadtviertel sein 100-jähriges Bestehen.

## Geschichte

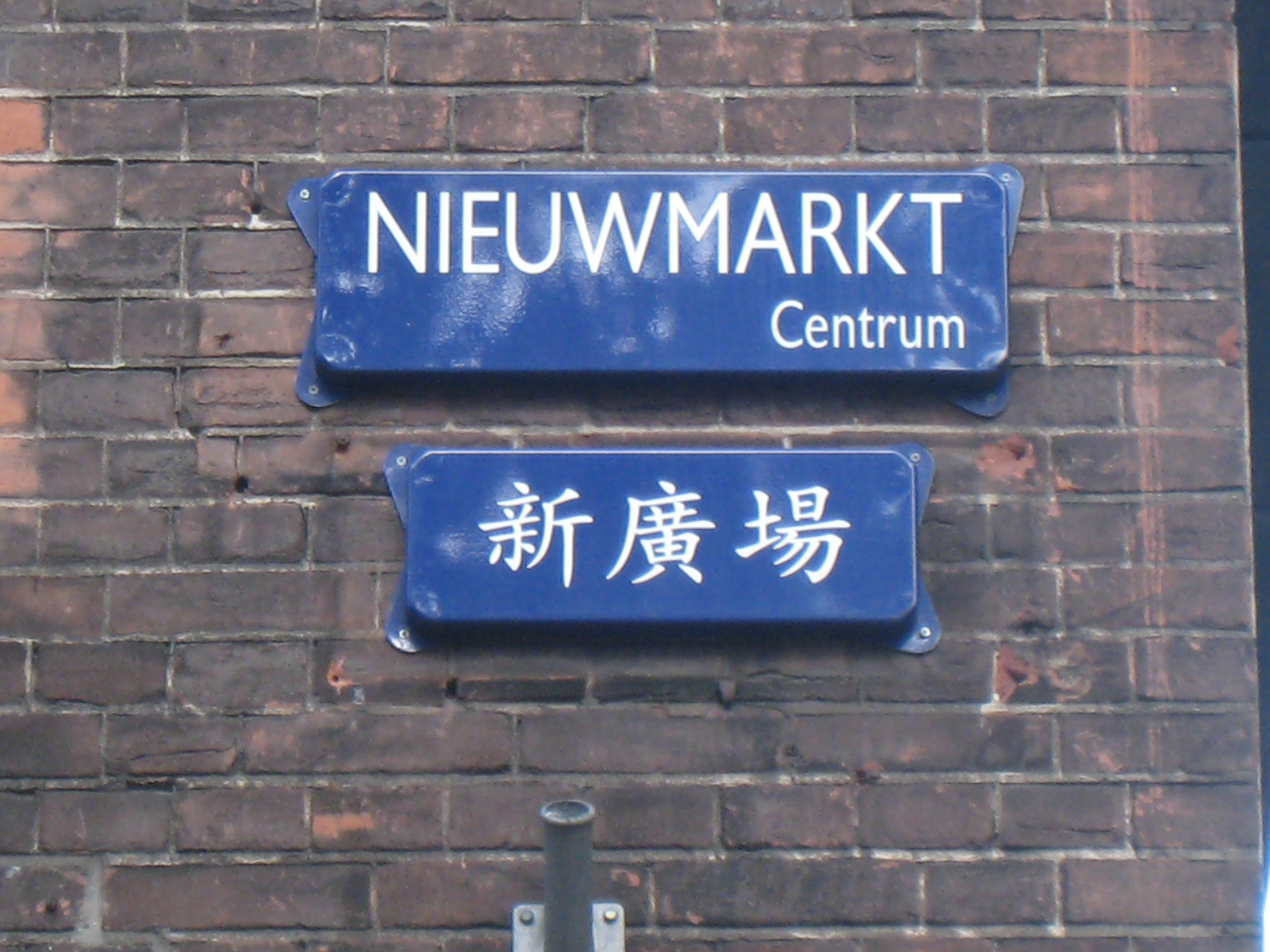
Straßenbeschilderung in niederländischen und chinesischen Schriftzeichen am Nieuwmarkt

Chinatown in Amsterdam ist das älteste chinesische Viertel auf dem europäischen Festland. Anfang des 20. Jahrhunderts kamen die ersten chinesischen Seeleute, angeheuert von britischen und niederländischen Reedereien, unter anderem in die Niederlande. Durch Krieg und Hungersnot in Teilen von China flüchteten viele Menschen und arbeiteten auf Handelsschiffen. In den Jahren der Weltwirtschaftskrise wurden viele Seeleute von den Reedereien entlassen und verblieben in der Nähe von Häfen, in der Hoffnung auf günstigere ökonomische Zeiten. Chinesische Händler folgten und so entstand in der Binnen Bantammerstraat, Geldersekade und um den Nieuwmarkt das chinesische Viertel in Amsterdam. 1928 wurde in der Binnen Bantammerstraat das erste chinesische Restaurant geöffnet.
1975 betrug die Anzahl der Einwohner von Chinatown 5000.
Anders als einige Chinatowns in anderen Städten hat das Viertel in Amsterdam keine Zugangs- beziehungsweise Eingangstore (Paifang), ist jedoch klar erkennbar an den zweisprachigen Straßenschildern. Dabei handelt es sich nicht um wörtliche Übersetzungen, vielmehr geben die chinesischen Straßennamen, nach Aussage der chinesischen Bewohner, den „Charakter der betreffenden Straße“ an. So bedeutet der Nieuwmarkt (eigentlich: „Neuer Markt“), San Kwong Cheong, Nieuw Plein („Neuer Platz“). Die Straße Zeedijk gilt vielen Chinesen wegen des dortigen buddhistischen Tempels als „spirituelles Herz von Chinatown“. „Sin Tak Kai“ für Zeedijk bedeutet Wohltätigkeit beziehungsweise Mildtätigkeit sowie die positiven Eigenschaften des Menschen. „Kiu Tak Si Kai“ für Geldersekade bezeichnet einen Platz, an dem die chinesischen Bewohner zusammen mit anderen dem „guten Willen nachstreben“.

He-Hua-Tempel am Zeedijk

Die bekanntesten Straßen sind Zeedijk, Stormsteeg, Geldersekade, Binnen Bantammerstraat und der Nieuwmarkt. Am Zeedijk liegt der größte im traditionellen chinesischen Tempelstil gebaute buddhistische Tempel Europas. Der Tempel Fo Guang Shan He Hua, kurz „He Hua“ (für Lotusblume) genannt, ein Entwurf des niederländischen Architekten Dick Greven nach Zeichnungen traditioneller chinesischer Tempel, wurde am 15. September 2000 nach zweijähriger Bauzeit eröffnet. Für das Anbringen der speziellen Dekoration wurden Fachkräfte aus Taiwan herangezogen.
Seit 1976 besteht die Vereinigung Fa Yin zur Förderung sowohl der chinesischen Sprachen und Kultur als auch der freundschaftlichen Beziehungen zwischen niederländischen und chinesischen Bürgern. In einer chinesischen Schule wird Unterricht in den Sprachen erteilt, außerdem in Kung Fu, Tai Chi sowie Kurse in chinesischer Kalligrafie und in Yoga.
Chinatown in Amsterdam ist laut der Darstellung der Altstadtvereinigung insoweit einzigartig, als weltweit kein anderes chinesisches Viertel bestehe, wo außer der chinesischen Bevölkerungsgruppe mehrere andere Nationalitäten wohnen und arbeiten. So gibt es unter anderem japanische, thailändische, und koreanische Restaurants, außerdem Supermärkte, Boutiquen und Massagesalons. Dies ist allerdings laut der Soziologin Min Zhou seit den 1980er Jahren eine generelle Erscheinung bei Chinatowns weltweit und damit nicht allein auf Amsterdam beschränkt.

## Weiterführende Literatur
Bücher:
- Eveline Brilleman: Chinese karakters, 100 jaar Chinatown Amsterdam. KIT Publishers. ISBN 9789460221804

Zeitschriften:
- Nico Polak: De Binnen Bantammerstraat en de boze geest in de Hollandse gaper, Het Vrije Volk, Wochenendbeilage Vrijuit, 22. Januar 1966
- Nico Polak, Ab Koers: De Chinezen van Amsterdam, Avenue, Februar 1973, Seite 42–53
- Elma Verhey: De Binnen Bantammerstraat, Vrij Nederland, Beilage vom 14. September 1985